# Kunstmuseum Basel, Kupferstichkabinett

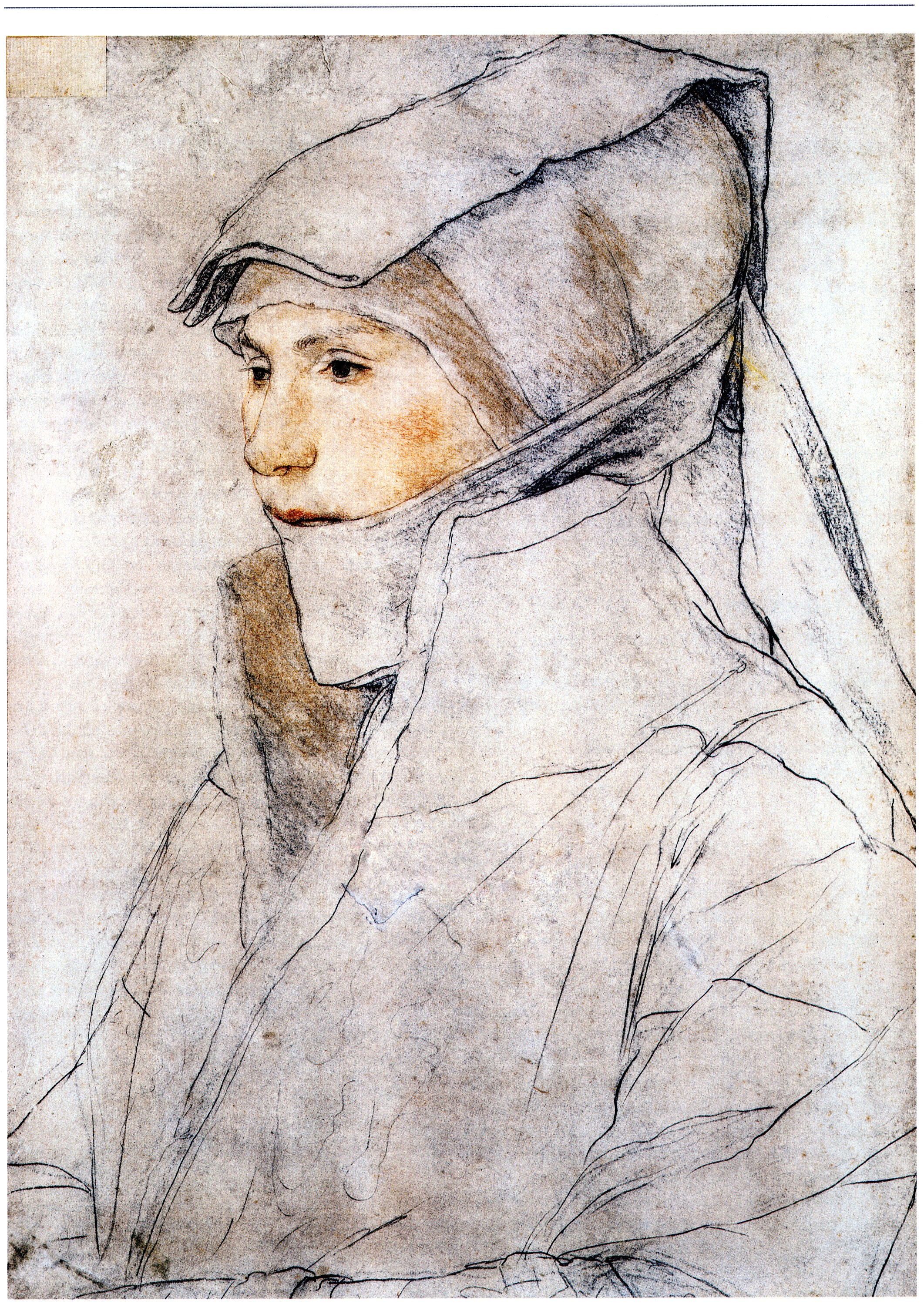
Hans Holbein de Jonge: Portret Dorothea Kannengießer (studie)

Het Kunstmuseum Basel, Kupferstichkabinett is een prentenkabinet in de Zwitserse stad Bazel. Het Kupferstichkabinett is een onderdeel van het Kunstmuseum Basel.

## Geschiedenis
De collectie oude meesters is oorspronkelijk afkomstig van de in Bazel woonachtige Basilius Amerbach (1533-1591) en werd in 1661 door de stad Bazel aangekocht met steun van hoogleraren der Universiteit van Bazel. In 1823 werd de collectie aanzienlijk uitgebreid met de van Remigius Faesch (1595-1667) afkomstige verzameling van Museum Faesch. De verzameling omvat thans de gehele periode tussen de vijftiende eeuw en de huidige tijd.

## Collectie
De collectie tekeningen, aquarellen en grafische werken (rond 300.000 bladen) is de grootste in zijn soort in Zwitserland.
Het Kupferstichkabinett omvat de navolgende deelcollecties:
- Meesters van de vijftiende en zestiende eeuw met aquarellen en tekeningen, onder anderen van Hans Holbein de Jonge, Albrecht Dürer, Hans Baldung Grien, Urs Graf, Niklaus Manuel Deutsch
- Meesters van de zeventiende eeuw met aquarellen en tekeningen
- Meesters van de achttiende eeuw met aquarellen en tekeningen, voornamelijk van Duitse en Zwitserse kunstenaars
- Meesters van de negentiende eeuw met aquarellen en tekeningen, onder anderen van Arnold Böcklin, Frank Buchser, Ferdinand Hodler, Albert Weltli en een grote collectie schetsen van Paul Cézanne
- Aquarellen en tekeningen uit de twintigste eeuw en hedendaagse kunst, onder anderen van: Pablo Picasso, Georges Braque, Fernand Léger, Juan Gris, Marc Chagall, Amedeo Modigliani, Paul Klee, Jean Arp, Ernst Ludwig Kirchner, Wassily Kandinsky, August Macke, Franz Marc, Oskar Kokoschka, Oskar Schlemmer
- Grafische werken van de vijftiende tot en met de twintigste eeuw, bestaande uit houtsnedes, gravures, etsen, boekillustraties.